# Joyce Redman
Joyce Olivia Redman (født 9. december 1915, død 10. maj 2012) var en engelsk/irsk teater-, tv- og filmskuespiller.

## Opvækst
Joyce Redman blev født i Northumberland og voksede op i County Mayo, Irland. Hun blev født ind i en engelsk-irsk familie og uddannet af en privatunderviser i Irland sammen med sine tre søstre. Hun uddannede sig til at optræde ved Royal Academy of Dramatic Art i London.

## Karriere
Hun arbejdede primært på teater og i tv-film. Hendes mest succesfulde optrædener på scenen var i 1940'erne, i Shadow and Substance, Claudia og Lady Precious Stream, og hun optrådte hos Comédie-Française samt The Old Vic. Hun spillede en stor succes i New York i 1949 og spillede Anne Boleyn overfor Rex Harrison som Henrik VIII i Maxwell Andersons spil Anne, dronning i tusind dage, og i 1955 sluttede hun sig til Stratford-upon-Avons Shakespeare Memorial Theatre for at spille Helena i All's Well That Ends Well og elskerinde Ford i The Merry Wives of Windsor. I 1974 spillede Redman Sophie Dupin, mor til George Sand, i BBCs serien Notorious Woman.

## Privatliv
Redman blev gift med Charles Wynne Roberts i New York City i 1949; han døde før hende. Hun overleves af deres tre børn og fem børnebørn. Hendes niece er skuespillerinde Amanda Redman.

## Død
Redman døde i Pembury, Kent, England, den 9. maj 2012 i alderen 96 fra lungebetændelse efter en kort sygdom.

## Filmografi (udvalg)
- En af vore maskiner savnes (1942)
- Tom Jones (1963)
- Othello (1965)
- Det begyndte med p-pillen (1968)
- Les Misérables (1978)